# Kaposgyarmat
Kaposgyarmat község Somogy vármegyében, a Kaposvári járásban.

## Fekvése
Kaposvártól 18 kilométerre délkeletre, a Zselicben található. Közigazgatási területén áthalad a 66-os és 67-es főutakat összekötő, Sántos-Bőszénfa közti 6621-es út – ezen a 66-os sántosi leágazásától bő 4 kilométerre fekszik –, de központjába csak az abból leágazó 66 157-es számú mellékút vezet.

## Története
Kaposgyarmat, előbbi nevén Gyarmat nevét 1296-ban említették először, ekkor a Győr nemzetségbeli I. Ders fia, Ders, vásárolta meg. Az 1346. évi nemzetségbeli osztozkodás alkalmával a Szerdahelyi Dersfi család ősei nyerték, majd 1375-ben a Szerdahelyi Dersfiakat iktatták a helység birtokába. 1425-ben Szerdahelyi Csepel János fiai, Imre és Dancs, továbbá Szerdahelyi Dersfi Márton, a Zseliczszentjakabi apátsággal szemben, tartottak jogot e helységre. 1454-ben Dancsfi Pál is birtokos volt itt, aki itteni részbirtokait Somi Mihálynak vetette zálogba. Az 1660. évi dézsmaváltságjegyzék szerint Imrefy Farkasné volt a birtokosa.
1715-ben gróf Esterházy József birtoka volt és csak 3 háztartást találtak itt. 1726-ban pedig  már a herczeg Esterházy-féle hitbizományhoz tartozott.
A 20. század elejének adatai szerint ekkor a községhez tartozott Vörösalma-puszta is, melynek neve már 1375-ben is előfordult possessio Veresalma alakban, és ekkor a Szerdahelyi Dersfiakat iktatták birtokába. 1454-ben Szerdahelyi Dancs Pálé volt, aki Somi Mihálynak és Demeternek zálogosította el. 1726 óta pedig a herczeg Esterházy-féle hitbizományhoz tartozott.

## Közélete

### Polgármesterei
- 1990–1994: Balogh Józsefné (független)[3]
- 1994–1998: Balogh Józsefné (független)[4]
- 1998–2002: Balogh Józsefné (független)[5]
- 2002–2006: Balogh Józsefné (független)[6]
- 2006–2010: Hegedüs Jenő (független)[7]
- 2010–2014: Hegedüs Jenő (független)[8]
- 2014-2019: Hegedüs Jenő (Fidesz-KDNP)[9]
- 2019–2024: Hegedüs Jenő (Fidesz-KDNP)[10]
- 2024– : Czigány Zoltán (független)[1]

## Népesség
A település népességének változása:
| Lakosok száma | 91   | 88   | 89   | 76   | 79   | 80   | 77   |
|               | 2013 | 2014 | 2015 | 2021 | 2022 | 2023 | 2024 |

A 2011-es népszámlálás során a lakosok 98,8%-a magyarnak, 2,4% cigánynak, 1,2% németnek mondta magát (1,2% nem nyilatkozott; a kettős identitások miatt a végösszeg nagyobb lehet 100%-nál). A vallási megoszlás a következő volt: római katolikus 78,8%, református 1,2%, felekezet nélküli 8,2% (11,8% nem nyilatkozott).
2022-ben a lakosság 86,1%-a vallotta magát magyarnak, 1,3% egyéb, nem hazai nemzetiségűnek (13,9% nem nyilatkozott; a kettős identitások miatt a végösszeg nagyobb lehet 100%-nál). Vallásuk szerint 40,5% volt római katolikus, 2,5% református, 22,8% felekezeten kívüli (34,2% nem válaszolt).

## Nevezetességei
- Jó kút - a falu mellett található, valamikor búcsújáró hely volt. A kutat tápláló forrás vizét csodatévő erővel bírónak tulajdonították, ezért a gyógyulás reményében sokan felkeresték.

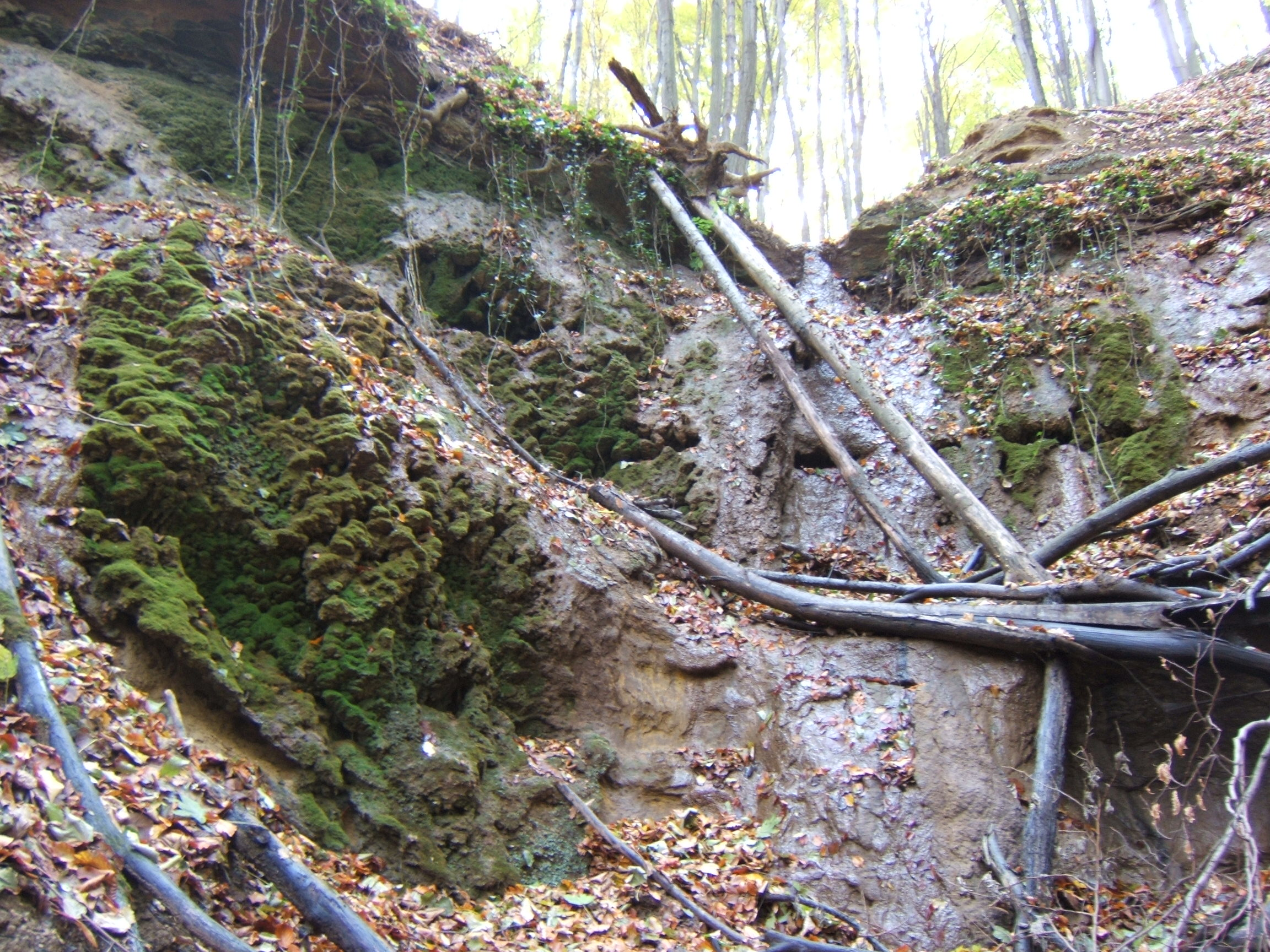
Mésztufa-hasadék a falu melletti erdőben

- Mésztufa-hasadék - a falu melletti erdőben